# Phú Nham
Phú Nham là một xã thuộc huyện Phù Ninh, tỉnh Phú Thọ, Việt Nam.
Xã Phú Nham có diện tích 5,74 km², dân số năm 1999 là 3937 người, mật độ dân số đạt 686 người/km².